# Спирино (Новосибирская область)
Спирино — село в Ордынском районе Новосибирской области России. Административный центр Спиринского сельсовета.

## География
Площадь села — 133 гектаров.

## История
Село Спирино имеет богатую историю, начиная с 18 века, когда его основал старовер Спиря. Привлекательные земли привлекали не только староверов, но и беглых крестьян, что способствовало росту населения. К концу 19 века село стало важным центром, где открылась первая земская больница, а также активно развивались сельское хозяйство и торговля.
В начале 20 века Спирино продолжало расти, и к 1908 году количество дворов увеличилось до 100. Местные купцы занимались закупкой хлеба и его отправкой в Новониколаевск, что свидетельствует о развитии экономики села. Создание колхоза в 1930-х годах также отражает изменения в аграрной политике страны.
Лесные ресурсы стали основным источником дохода для жителей Спирино, что привело к образованию лесничеств и развитию лесозаготовок. Таким образом, история Спирино — это история развития сельского хозяйства, торговли и использования природных ресурсов, что сделало село важной частью региона.

## Население
| 2002 | 2007 | 2010 |
| ---- | ---- | ---- |
| 685  | ↗714 | ↘577 |

## Инфраструктура
В селе по данным на 2007 год функционируют 1 учреждение здравоохранения и 1 учреждение образования.
В 2019 году вблизи села создан пивоваренный завод «Купец Диулин».

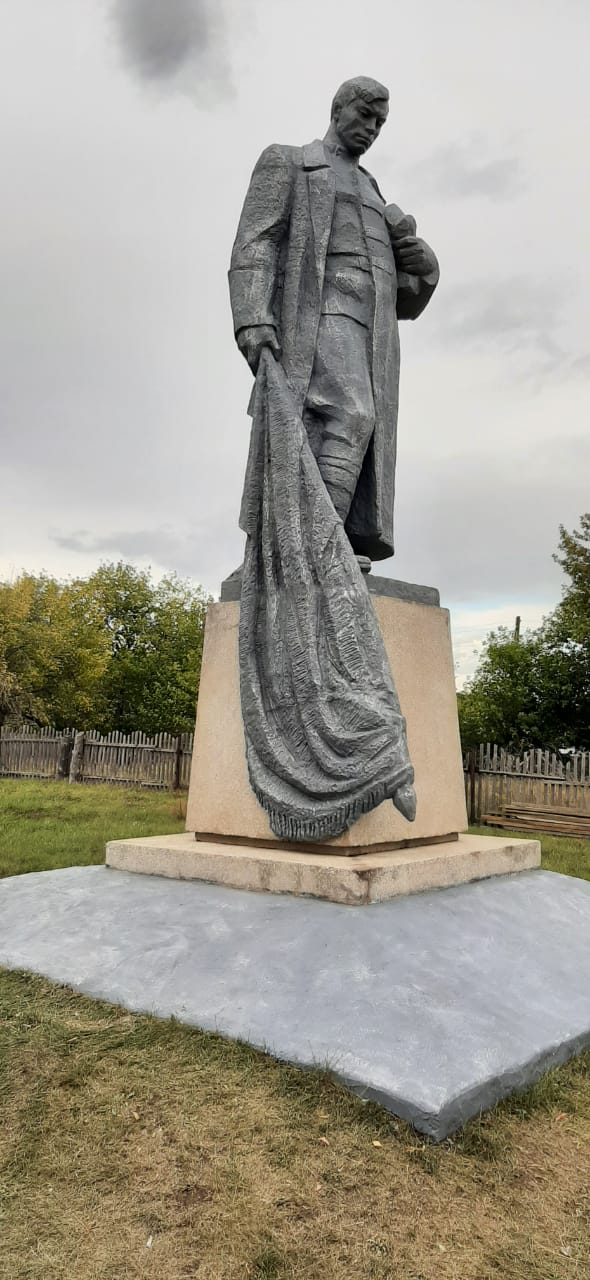
Могила партизан Спирино.jpg

## Достопримечательности
Памятник истории Братская могила партизан Гражданской войны 1919 г. (обелиск — 1967 г. (по другим данным 1965 г.), скульптор П. И. Дьяков).

## Транспорт
Автомобильный и водный транспорт.
По северной окраине проходит автодорога регионального значения 50К-18Р "120-й км а/д «К-17р» — Камень-на-Оби".